# Spartocos IV
Pour les articles homonymes, voir Spartocos.
Spartocos IV (grec ancien : Σπάρτοκος Δ', Spártokos IV) est un roi du Bosphore ayant régné d'environ 245 à 240 av. J.-C.

## Origine
Spartocos IV est le fils aîné et successeur du roi Pairisadès II.

## Règne
Spartakos IV est évoqué dans  une inscription faite peu de temps après la mort de son père où il se nomme roi. Il est également connu par les monnaies de cuivre émises pendant son règne et qui représentent à l'avers une tête d'Apollon entourée d'une couronne vers la droite, et au revers un arc, une flèche, avec l' l'inscription « PAN » et un trépied en contremarque.
Son règne est bref selon une tradition invérifiable dont s'est fait l'écho le poète latin Ovide : il est tué par son frère Leucon II dont il avait séduit l'épouse. Cette dernière aurait plus tard tué son propre mari par vengeance.